# نانسي كوكس
نانسي كوكس (بالإنجليزية: Nancy Cox)‏ هي متسابقة ملكة الجمال أمريكية، ولدت في 23 أغسطس 1967 في كامبلسفيل في الولايات المتحدة.

## وصلات خارجية
- نانسي كوكس على موقع IMDb (الإنجليزية)